# Geodia nodastrella
Espèce
Synonymes
Geodia divaricans Topsent, 1928
 Geodia barretti var. divaricans Topsent, 1928
Geodia barretti var. nodastrella Carter, 1876
Geodia nodastrella est une espèce d'éponges de la famille des Geodiidae présente dans l'Océan Atlantique nord.

## Taxonomie
L'espèce est décrite par Henry John Carter en 1876.